# Temporada 1966-67 de los Detroit Pistons
La temporada 1966-67 fue la 19.ª de los Pistons en la NBA, y la décima en su localización de Detroit, Míchigan. La temporada regular acabaron con 30 victorias y 51 derrotas, ocupando la quinta y última posición de la División Oeste y no logrando clasificarse para los playoffs.

## Elecciones en elDraft
| Ronda | Puesto | Jugador         | Posición  | Nacionalidad   | Universidad |
| ----- | ------ | --------------- | --------- | -------------- | ----------- |
| 1     | 2      | Dave Bing       | Base      | Estados Unidos | Syracuse    |
| 2     | 12     | Dorie Murrey    | Ala-Pívot | Estados Unidos | Detroit     |
| 3     | 22     | Ollie Darden    | Ala-Pívot | Estados Unidos | Michigan    |
| 4     | 32     | Jeffrey Congdon | Base      | Estados Unidos | BYU         |

## Temporada regular
| División Oeste           | División Oeste | División Oeste | División Oeste | División Oeste | División Oeste | División Oeste | División Oeste | División Oeste |
| Equipo                   | G              | P              | %              | PD             | Casa           | Fuera          | Neutral        | Div            |
| ------------------------ | -------------- | -------------- | -------------- | -------------- | -------------- | -------------- | -------------- | -------------- |
| x-San Francisco Warriors | 44             | 37             | .543           | –              | 18–10          | 11–19          | 15–8           | 24–12          |
| x-St. Louis Hawks        | 39             | 42             | .481           | 5              | 18–11          | 12–21          | 9–10           | 21–15          |
| x-Los Angeles Lakers     | 36             | 45             | .444           | 8              | 21–18          | 12–20          | 3–7            | 14–22          |
| x-Chicago Bulls          | 33             | 48             | .407           | 11             | 17–19          | 9–17           | 7–12           | 17–19          |
| Detroit Pistons          | 30             | 51             | .370           | 14             | 12–18          | 9–19           | 9–14           | 14–22          |

## Estadísticas
| Rk | Jugador          | Edad | P  | PT | MP   | TC  | TCI  | %TC  | TL  | TLI | %TL   | RB   | AS  | FP  | PTS  |
| 1  | Dave DeBusschere | 26   | 78 |    | 37.1 | 6.8 | 16.4 | .415 | 4.6 | 6.6 | .705  | 11.8 | 2.8 | 3.8 | 18.2 |
| 2  | Dave Bing        | 23   | 80 |    | 34.5 | 8.3 | 19.0 | .436 | 3.4 | 4.6 | .738  | 4.5  | 4.1 | 2.7 | 20.0 |
| 3  | Ray Scott        | 28   | 45 |    | 32.8 | 5.6 | 15.1 | .370 | 3.5 | 4.6 | .757  | 9.0  | 1.9 | 2.9 | 14.7 |
| 4  | Eddie Miles      | 26   | 81 |    | 29.9 | 7.2 | 16.8 | .427 | 3.2 | 4.2 | .772  | 3.7  | 2.2 | 2.7 | 17.6 |
| 5  | Joe Strawder     | 26   | 79 |    | 27.3 | 3.6 | 8.4  | .426 | 2.4 | 3.3 | .718  | 10.0 | 1.0 | 4.4 | 9.5  |
| 6  | Tom Van Arsdale  | 23   | 79 |    | 27.0 | 4.4 | 11.2 | .391 | 3.4 | 4.4 | .784  | 4.3  | 2.4 | 3.1 | 12.2 |
| 7  | John Tresvant    | 27   | 68 |    | 22.8 | 3.8 | 8.6  | .438 | 2.4 | 3.4 | .701  | 7.1  | 1.3 | 3.6 | 9.9  |
| 8  | Ron Reed         | 24   | 62 |    | 20.1 | 3.6 | 9.7  | .372 | 1.3 | 2.1 | .594  | 6.8  | 1.3 | 2.3 | 8.5  |
| 9  | Wayne Hightower  | 27   | 29 |    | 19.4 | 3.2 | 8.9  | .355 | 2.2 | 3.0 | .744  | 5.7  | 1.0 | 2.8 | 8.6  |
| 10 | Reggie Harding   | 24   | 74 |    | 18.5 | 2.3 | 5.2  | .449 | 0.9 | 1.4 | .612  | 6.1  | 1.3 | 2.2 | 5.5  |
| 11 | Chico Vaughn     | 26   | 51 |    | 13.3 | 1.7 | 4.4  | .376 | 1.0 | 1.5 | .676  | 1.3  | 1.5 | 1.1 | 4.3  |
| 12 | Dorie Murrey     | 23   | 35 |    | 8.9  | 0.9 | 2.3  | .402 | 0.9 | 1.5 | .593  | 2.9  | 0.3 | 1.6 | 2.8  |
| 13 | Bob Hogsett      | 26   | 7  |    | 3.1  | 0.7 | 2.3  | .313 | 0.9 | 0.9 | 1.000 | 0.4  | 0.1 | 0.7 | 2.3  |

## Galardones y récords
| Jugador          | Galardón                                                     |
| Dave Bing        | Rookie del Año de la NBA Mejor quinteto de rookies de la NBA |
| Dave DeBusschere | All-Star                                                     |